# Stronghold
Stronghold (укр. Цитадель) — відеогра, стратегія в реальному часі, випущена Firefly Studios в 2001 році. Гра симулює будівництво, штурм або оборону середньовічного замку. Багато аспектів правил гри є нововведенням жанру і на момент виходу гри були унікальними.

## Ігровий процес
Гравець керує розвитком середньовічного замку, виступаючи лордом, який розбудовує, турбуючись про доходи і добробут підданих, та захищає від нападників. Крім місцевості, гравець постійно бачить міні-карту місцевості, елементи керування та основну інформацію, написану в книзі, яку тримає слуга. Верхня цифра в книзі показує рівень популярності лорда в населення, середня — стан скарбниці, а нижня — кількість побудованого і заселеного житла.
У лівому нижньому куті екрану розташовується основна панель управління поселенням. За допомогою шести піктограм на ній гравець здійснює булівництво: обирає тип будівель, а далі — конкретну будівлю. Будівництво відбувається миттєво, без необхідності чекати закінчення робіт. Також ця панель використовується для виділення необхідних підрозділів з групи військ. Гравцеві можливо виділити з усього війська, наприклад, тільки лучників.
Для повноцінної діяльності лорд має володіти не лише житлами селян і стінами, а й розважальними закладами, храмами, ровами, стайнями, млинами, кузнями, ринками та іншими спорудами, які визначали життя середньовічного міста.
Якщо довго грати — гра попередить гравця: «чи не час закінчувати?». О 2:00 ночі вона також запропонує «відійти до сну».

### Економіка
Будь-який видобутий селянами ресурс проходить довгий шлях обробки і перетворення в кінцевий продукт. Добута на полях пшениця та хміль не стають автоматично їжею: вони вимагають обробки млинами і пекарнями, які необхідно попередньо побудувати і забезпечити персоналом. Аналогічно відбувається з деревом та залізом при виготовленні зброї.
Важливим фактором у грі є популярність. Чим вища довіра населення до лорда, тим швидше поповнюється населення (при наявності будинків для проживання). При падінні популярності нижче 50 % селяни починають тікати і робота на полях та на обробці частково зупиняється. Популярність можна підвищити, знизивши податки, збільшивши раціон харчування, побудувавши храми і таверни і забезпечивши розваги. Майже всі ці дії мають одночасно і негативний ефект: спустошення казни, комор (яке може призвести до голоду і ще більшої ненависті підданих), лінь і пияцтво, що знижують продуктивність праці. Об'єкти залякування — шибениці, плахи, ганебний стовп — навпаки, стимулюють населення працювати краще і швидше, але знижують популярність тирана. Баланс між економічною вигодою і популярністю — основна дилема для гравця, яку можна вирішувати різними способами.
В економічних місіях на землях гравця відбуваються які-небудь лиха: неврожай, напад розбійників, пожежа, що знищує будівлі (для гасіння якого потрібні пожежні і колодязь), епідемія чуми (яку може нейтралізувати спеціально найнятий лікар), навала вовків або кроликів на поля.

### Війна
Управління юнітами традиційне для стратегій в реальному часі. У грі Stronghold не існує окремих рас і народів, і всі сторони мають однаковий набір військ для найму. В Stronghold Crusader з'являється альтернатива у вигляді арабів-найманців, але за замовчуванням і вони доступні обом сторонам.
Основний акцент в грі зроблений не на польові битви, а на облогу і оборону замку, веж і мурів. Багато ідей гри в цьому відношенні стали новаторськими. Військам дозволяється займати позиції на вежах і пересуватися по стінах, обстрілюючи противника внизу. Гравцеві при будівництві надається широкий вибір видів кам'яних і дерев'яних стін, башт, ровів, зубців, ям з кілками і чанів з киплячою смолою. Для облоги і штурму існує набір облогових машин, таких як катапульти, баллісти, требушети і тарани, керовані інженерами. Гра надає можливість штурмувати місто противника, не тільки ламаючи стіни ворожої фортеці, а й захоплюючи їх за допомогою облогових веж, драбин і мотузок. Гравець також може організувати пожежу або епідемію в стані противника.
Замовлення військ в Stronghold — набагато складніший процес, ніж це звично гравцям з інших стратегій. Для отримання воїнів недостатньо мати вільних селян. Від гравця потрібно добути ресурси для виробництва зброї та обладунків, потім створити майстерні стрільників, ковалів і латників, які вироблять з дерева і заліза потрібну кількість зброї і броні. Відповідно до наявних в наявності зброєю лорд може наймати війська з вільних селян. В Stronghold Crusader процес був спрощений за рахунок введення більш дорогих, але найманих традиційним способом воїнів-арабів.
Тактика гравців-супротивників різна. Всі четверо (в адоні вісім) лордів володіють не тільки власними портретами і коронними фразами, але і власною, індивідуальною тактикою ведення війни. Одні воліють окопуватися ровами і оборонятися, інші безперервно атакують за допомогою важкої піхоти, треті роблять вилазки, спалюючи поля гравця. План замку і економічна стратегія кожного з них також індивідуальні.

### Війська
Лорд має змогу наймати лучників, списоносців, пікінерів, булавоносців, арбалетників, мечників, лицарів, інженерів, шахтарів, висотників (у доповненні також монахів-фанатиків). Для найму кожного з цих видів військ потрібні відповідна зброя і золото. За допомогою шахтарів можливо здійснювати підкопи під ворожі укріплення, давати команди засипати рови чи лити на нападників киплячу олію. Для знищення мурів служать облогові машини: катапульти, балісти, тарани, облогові вежі, мангонелли, требушети.

## Кампанія
Режим кампанії містить низку завдань, об'єднаних єдиним сюжетом. Події відбуваються в середньовічній Англії XI століття. Король потрапив в полон до варварів, і його країна опиняється в руках васалів, що роздирають її на частини. Один з дворян намагається об'єднати лордів, але його вбивають розбійники. Гравцеві належить очолити вірні королю війська як сину вбитого і поступово відвоювати країну в чотирьох лордів: Щура, Кабана, Змія і Вовка.

## Оцінки і відгуки
| Агрегатор    | Оцінка            |
| ------------ | ----------------- |
| GameRankings | 79% (26 Reviews)  |
| Metacritic   | 81 % (19 Reviews) |

| Видання                    | Оцінка |
| -------------------------- | ------ |
| Eurogamer                  | 6/10   |
| GameSpot                   | 7.6/10 |
| GameSpy                    | 89/100 |
| GameZone                   | 8.3/10 |
| IGN                        | 87 %   |
| PC Gamer (Велика Британія) | 82 %   |

Stronghold отримала загалом схвальні відгуки і високі оцінки, зібравши на агрегаторі Metacritic 8,1 балів з 10 від критиків і 8,9 з 10 від пересічних гравців.